# Punta Marani
Punta Marani – szczyt w Alpach Lepontyńskich, części Alp Zachodnich. Leży na granicy między Szwajcarią (kanton Valais) a Włochami (region Piemont). Należy do podgrupy Alpy Monte Leone – Świętego Gotarda. Można go zdobyć ze schroniska Monte Leone Hütte (2848 m) po stronie szwajcarskiej lub Rifugio Città di Arona (1760 m) po stronie włoskiej.